# FE-La Falange

Drapeau de FE-La Falange.

FE-La Falange est un parti politique espagnol fondé en 1999. Il se réfère à la Phalange espagnole et reconnaît poursuivre les idées inspirées par ses fondateurs José Antonio Primo de Rivera, Ramiro Ledesma Ramos, Onésimo Redondo et Julio Ruiz de Alda, entre autres.

## Histoire
Issue initialement d'un litige entre le siège national de FE-JONS et Gustavo Morales et Diego Márquez Horrillo, puis de la représentation de la représentation légale du nom historique de Falange Española de las JONS, les tribunaux ont confirmé la seconde affaire en instance. de la répétition du congrès national de FE-JONS de 1995, qui n'a jamais eu lieu. Les adeptes de Gustavo Morales, regroupés autour de Jesús López, ont fondé ce nouveau parti en 1999.
Sous la direction de Jesús López d'abord et de José Fernando Cantalapiedra plus tard, ce groupe s'est progressivement éloigné des positions falangistes les plus courantes. Il utilise le symbolisme traditionnel falangiste.
La phalange espagnole des JONS (que dirige Diego Márquez à partir de 1982) a interposé en 2004 une demande judiciaire contre cette formation d'utiliser un nom qui tend à confondre puisque historiquement à FE des JONS a été dénommé familièrement comme "la Phalange".
Le jugement de première instance rendu dans cette procédure à la fin de 2004 réfutait les arguments de Diego Márquez, le condamnant aux dépens du procès.
À la fin de 2005, le parti s’est divisé et a contesté les initiales des deux factions dirigées respectivement par José Fernando Cantalapiedra, élu chef national par sa faction le 23 octobre 2003 (après la démission de Jesús López à l’été de cette même année) et Manuel Andrino Lobo, proclamé chef national en 2006.
À partir de ce moment, face à la situation de dissension au sein du parti rendant l'utilisation de l'acronyme des deux factions à des fins électorales très difficile, voire impossible, chacune d'elles a promu sa propre stratégie. La faction Cantalapiedra utilisait l'acronyme du Front national, tandis que la faction Andrino optait pour le Front espagnol.
Enfin, selon l’arrêt rendu par la 54e Cour de Madrid le 27 mars 2009, les demandes de la faction Cantalapiedra ont été rejetées, donnant la raison du secteur dirigé par Manuel Andrino.

### Rivalité avec VOX
VOX, un parti d’extrême droite espagnol, veut dissoudre la Falange. VOX s'est ainsi attiré l'opposition des nationalistes européens alliés aux Phalangistes.

### Élections européennes 2019
ADÑ–Identité espagnole est une coalition électorale eurosceptique, formée par les partis Democracia Nacional (DN), Alternativa Española (AES), Falange Española de las JONS (1976) (FE-JONS), et FE-La Falange, et qui a annoncé en 2018 son intention de participer aux élections européennes de 2019 en Espagne en déposant une des listes espagnoles aux élections européennes de 2019.